# Montalvos
Montalvos és un municipi de la província d'Albacete a la comunitat autònoma de Castella la Manxa, situat a la comarca de La Mancha del Júcar-Centro a 25 km d'Albacete. Compta amb un territori de 24 km² i una població de 136 habitants (cens de 2007). El codi postal és 02638.

## Personatges il·Lustres
- Rodrigo Rubio, escriptor